# Susan Fernández
Susan Fernández Magno (3 de agosto de 1956 - 2 de julio de 2009) fue una cantante de música folklórica, jazz, pop y rock, compositora, activista y académica filipina. Era conocida por su música de protesta, sobre todo a la altura del régimen autoritario de Ferdinand Marcos.
Fue alumna de la Universidad de Filipinas, donde obtuvo una licenciatura en Sociología y AB Master of Arts en Estudios, Susan (conocida más adelante como Susan Magno o Susan Fernández Magno) de cobrar notoriedad como intérprete durante los mítines en contra de Marcos en la primera mitad de la década de 1980. También se fue conocida por su interpretación del himno feminista Babae Ako, que fue lanzado como una pista para su álbum de 1990 en Himig Habi.
Durante once años, Susan organizó el programa de variedades de televisión para un concierto realizado en un parque. En la década de 1990, Fernández presentó el programa infantil, Bulilit, junto a Bodjie Pascua. En 2008, Susan fue presentada, junto a otras celebridades como los famosos cantantes y actores filipinos como Ely Buendía, Chris Tiu y Ángel Locsin, en la publicidad a Ako Mismo televisión para promocionar su campaña. Fernández fue diagnosticada con cáncer de ovario en 2008. A pesar de su enfermedad, continuó enseñando en la Universidad Ateneo de Manila y llevar a cabo en los conciertos para cada noche. Murió en Pasig el 2 de julio de 2009 a los 52 años de edad. Una amiga de ella fue la que homenajeo con una de sus canciones favorita, Both Sides Now, en el momento de su muerte. Susan Fernández se casó con columnista Philippine Star, Alex Magno, con quien tuvo dos hijos, Sandino y Kalayaan Magno.